# Das Mädchen ohne Herz
Das Mädchen ohne Herz ist ein US-amerikanisches Filmdrama aus dem Jahr 1917 von John H. Collins mit Viola Dana in einer Doppelrolle. Der Film wurde von der Metro Pictures Corporation produziert.

## Handlung
Der Geigenbauer Dominic Beaumont ist stolz auf seine Tochter Priscilla, die die musikalischen Fähigkeiten ihrer Mutter geerbt hat. Seine andere Tochter, Unity, führt den Haushalt geschickt, aber da ihr Priscillas Talent fehlt, nennt Dominic sie ein „Mädchen ohne Seele“. Ivor, ein reisender Musiker, der zuvor ein junges Mädchen verführt und verlassen hatte, nachdem er versprochen hatte, sie berühmt zu machen, erzählt Priscilla, dass sie mit Geld Erfolg haben könnte. 
Als Priscilla erfährt, dass Unitys Geliebter, der Dorfschmied Hiram Miller, mit Geldern für die neue Kirchenorgel betraut wurde, überredet Ivor sie, ihm das Geld abzunehmen. Hiram wird der Veruntreuung beschuldigt und verhaftet. Unity gibt sich als Priscilla aus, um mit Ivor durchzubrennen. Als er das Geld fordert, entlarvt sie ihn als Betrüger. Priscilla gibt das Geld an Unity, die nun ihrerseits des Diebstahls verdächtigt wird. Priscilla sagt vor Gericht aus und beschuldigt Ivor, der versucht, sich aus dem Staub zu machen. Der ausgebrochene Hiram verfolgt zu Pferd Ivor, der mit einem Auto flüchten will. Hiram holt ihn ein und bringt ihn vor Gericht. Priscilla überzeugt Dominic davon, dass er Unity falsch eingeschätzt hat.

## Veröffentlichung
Die Premiere des Films fand am 13. August 1917 statt. Im Deutschen Reich kam er im Juli 1922 in die Kinos.

## Kritiken
Der Kritiker des Exhibitors Herald bescheinigte Viola Dana, ihre Doppelrolle befriedigend umzusetzen. Die Geschichte sei alt und während der ersten Filmrolle schwer zu verfolgen.
Chris Edwards besprach den Film in seinem Blog Silent Volume. Der Film sei ein dicht gepacktes Stück Psychologie, das sich erst auf der letzten Filmrolle entwirre.

## Auszeichnungen
2018 wurde der Film in die National Film Registry aufgenommen.